# Trofeo Federale 2000
Il Trofeo Federale 2000 è stato la 15ª edizione di tale competizione, e si è concluso con la vittoria della Folgore/Falciano, al suo secondo titolo.

## Risultati
- Semifinali

A)  Folgore -  Virtus 3 - 1
B)  Tre Penne -  Domagnano 3 - 0
- Finale:

C)   Folgore -  Tre Penne 2 - 1